# (35441) Kyoko
(35441) Kyoko (1998 BH33) – planetoida z pasa głównego asteroid okrążająca Słońce w ciągu 4,1 lat w średniej odległości 2,56 j.a. Odkryta 31 stycznia 1998 roku.